# 9×18 мм ПМ
9×18 мм ПМ, інколи — 9,2×18 мм, — пістолетний унітарний набій з гільзою без фланцю циліндричної форми, який було розроблено на заміну набою 7,62×25 мм ТТ. Створений Б. В. Сьоміним в 1951 році.
Не слід плутати радянський набій 9×18 мм з німецьким 9×18 мм Ultra, який було створено фірмою Geko виключно для поліцейської зброї. Насправді ці набої, при порівнянній потужності, мають різні розміри гільзи і, головне, різний справжній калібр кулі — 9,0 мм у «Ультра» та 9,27 мм у радянського набою.

## Опис
Гільза — біметалева, стандартна куля — оболонкова, зі сталевою грибоподібною серцевиною, запресованою у свинцеву сорочку (у ранніх варіантів гільза була виготовлена з латуні, а куля мала свинцеву серцевину в сталевій оболонці). Однак при влученні в метал оболонка руйнується, а серцевина через свою форму відбивається від перешкоди, тому стандартна куля набою 9×18 мм ПМ не здатна пробити бронежилет зі сталевими пластинами. Крім того існує велика небезпека рикошетів у приміщенні.
Калібр 9 мм дозволив збільшити зупиняючу дію кулі до рівня набою 7,62×25 мм ТТ при цьому дворазова різниця в дуловій енергії дозволила застосувати простішу автоматику (вільний затвор у ПМ, короткий хід ствола у ТТ). Це і стало однією з причин прийняття ПМ на озброєння замість застарілого ТТ.
Розміри набою згідно міжнародного стандарту C.I.P.:

## Номенклатура радянських та російських набоїв 9×18 мм ПМ
- 9 П гж (гл) (Індекс ГАУ — 57-Н-181): куля масою 6,1 г зі свинцевою серцевиною, латуна гільза, маса набою — 10,7 г[1].
- 9 Пст гж (гс, гл) (Індекс ГАУ — 57-Н-181С): куля масою 5,9 зі сталевою серцевиною, біметалева гільза[1].
- 9 ППТ ГР (Індекс ГАУ — 57-Т-181) — набій з трасувальною кулею ППТ. Розроблено конструкторами В. В. Трунова і П. Ф. Сазоновим. Випускається на заводі НВА (м Новосибірськ).
- 9 БЖТ ГР (Індекс ГРАУ — 7Н15) — набій з суцільнометалевою кулею підвищеної бронепробивності, цілком виготовленої із сталі. Початкова швидкість кулі — 325 м/с.
- 9 СП7 гж — набій з експансивною кулею підвищеною зупиняючої дії[4]. Маса набою 7,47-8,14 г; маса кулі 4,2 г; початкова швидкість кулі 405–420 м/с[5].
- 9 СП8 гж — набій з експансивною кулею зниженої пробивної дії. Маса кулі 5,0 грам. Початкова швидкість кулі — 250–255 м/с. Призначений для використання співробітниками антитерористичних підрозділів при штурмі авіалайнерів (куля не здатна пробити фюзеляж літака).
- 9 Ппэ гж — набій з експансивною кулею ПЕ. Розроблений на початку 1990х років.
- 9х18 РГ028 гж — набій з експансивною кулею підвищеної пробивної дії.
- 9х18 ПС гс ППО — набій для правоохоронних органів. З 2005 року виготовляється на Тульському патронному заводі, надходить на постачання МВС РФ, ФССП і ДОСААФ. Куля оболонкова, зі свинцевою серцевиною. Маса кулі 6,3 г; початкова — 330 м/с; дулова енергія 330–343 Дж.
- 9х18 ПРС гс — набій зі зниженою ймовірністю рикошету (для правоохоронних органів). Виробник — ВАТ «Барнаульський верстатобудівний завод».
- 9х18 ПСВ — набій з експансивною кулею типу Hollow Point. Маса набою — 10,68-11,63 г; маса кулі — 7,3-7,8 г; швидкість кулі на відстані 10 м — 280–305 м/с[6].
- 9х18 ПСО гж — набій спортивно-мисливський, куля оболонкова зі свинцевою серцевиною. Маса кулі 6,1 г, початкова швидкість — 290–315 м/с. Балістичні характеристики дещо відрізняються в залежності від виробника.
- 9 УЧ гж пистолетные (Індекс ГАУ — 57-Н-181УЧ) — навчальний набій з інертним спорядженням.
- холостий набій — куля відсутня, краї гільзи запресовані «зірочкою».

### 9×18 мм ПБМ
Бронебійний набій 9×18 мм ПБМ (Індекс ГРАУ — 7Н25) розроблений в Тульському КБП для використання в стрілецькій зброї під звичайний набій 9×18 мм ПМ. Виробляється на Тульському патронному заводі. Маса набою — 7,4 г; маса кулі — 3,7 г; початкова швидкість — 519 м/с.
Нова напівоболонкова куля має оживальну форму, між серцевиною зі сталі з твердістю понад 60 одиниць HRC і оболонкою знаходиться алюмінієва сорочка. В результаті проведених поліпшень нова куля отримала приріст кінетичної енергії в півтора рази (418 Дж проти 273 Дж у штатної кулі 9 мм ПМ на дальності 10 м), а імпульс відбою зріс всього на 4%. Об'єм тимчасово пульсуючої порожнини (один із головних показників вражаючої здатності кулі) збільшився в 3 рази відносно 9 мм ПМ і в 1,4 рази — відносно 9 мм ПММ.
Нова куля пробиває бронепластину завтовшки 5 мм сталі Ст3 на відстані 10 м, броню завтовшки 2,4 мм і кевларовий підшарок на відстані 11 м, а на відстані 30 метрів — штатний бронежилет правоохоронних органів 6Б5-12 (1,25 мм титану і 30 шарів кевларової тканини), при цьому енергії, що залишиться, вистачає на поглиблення в желатиновий блок (приблизно відповідний по щільності тканин людського тіла).

### 9×18 мм ПММ
Набій 9×18 мм ПММ (57-Н-181см, Індекс ГРАУ — 7Н16) є модернізацією набою 9×18 мм ПМ в напрямку підвищення пробивної здатності кулі.
В набої на 30% збільшено пороховий заряд і застосована нова куля у формі зрізаного конуса. В результаті підвищилася початкова швидкість кулі (до 410–435 м/с), її кінетична енергія (485–505 Дж) і, як наслідок, пробивна, зупиняюча і забійна дія, а завдяки новій формі кулі знизилася ймовірність рикошетів. На відстані до 20 метрів куля набою ПММ пробиває 3 мм сталі Ст3, на відстані до 10 метрів — армійський бронежилет Ж-81.
Як і решта набоїв підвищеної потужності, цей набій придатний для використання лише у спеціальній зброї з посиленою конструкцією (пістолетах ПММ і ОЦ-27, пістолетах-кулеметах ПП-9 «Клин» і ПП-19 «Бізон»).

## Фотогалерея

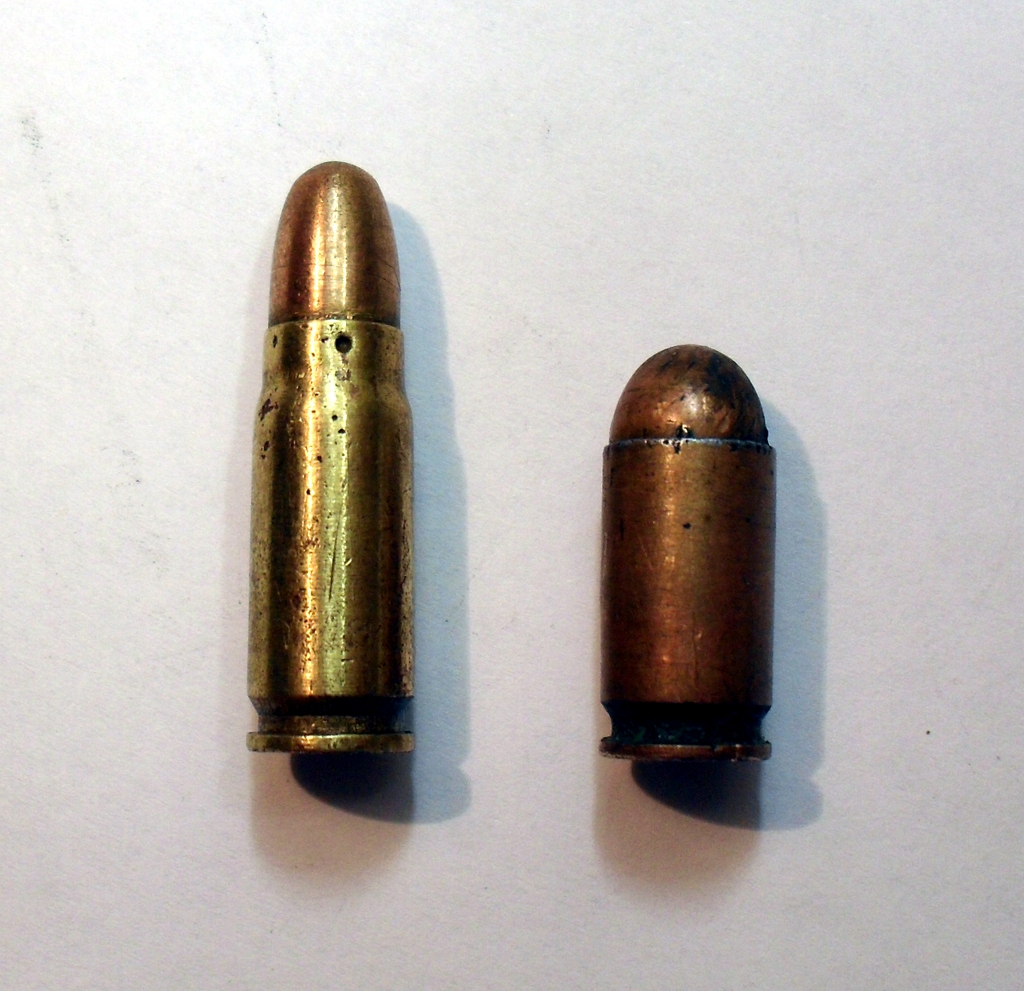
Набої 7,62×25 мм ТТ і 9×18 мм ПМ.
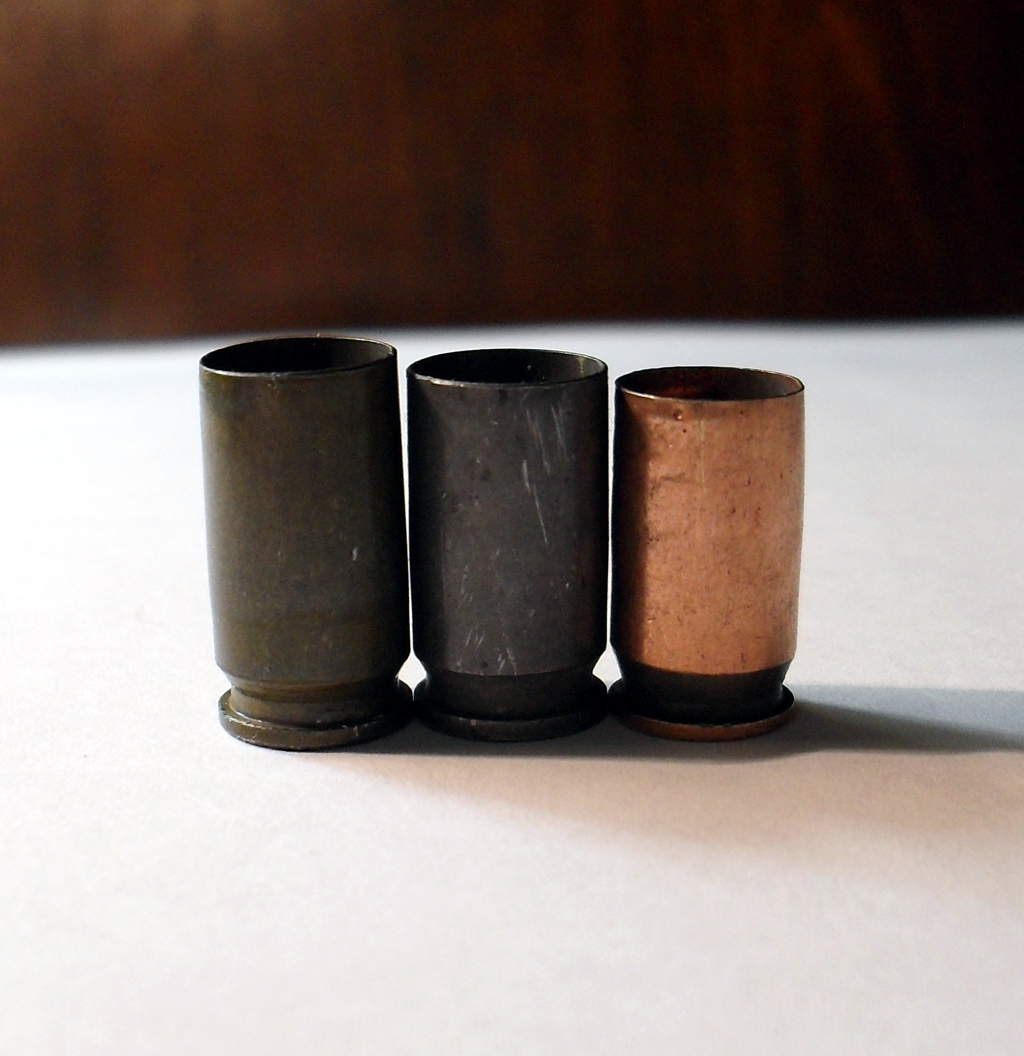
Гільзи патронів 9 × 19 мм Люгер, 9 × 18 мм ПМ і 9 × 17 мм Kurz (зліва направо).
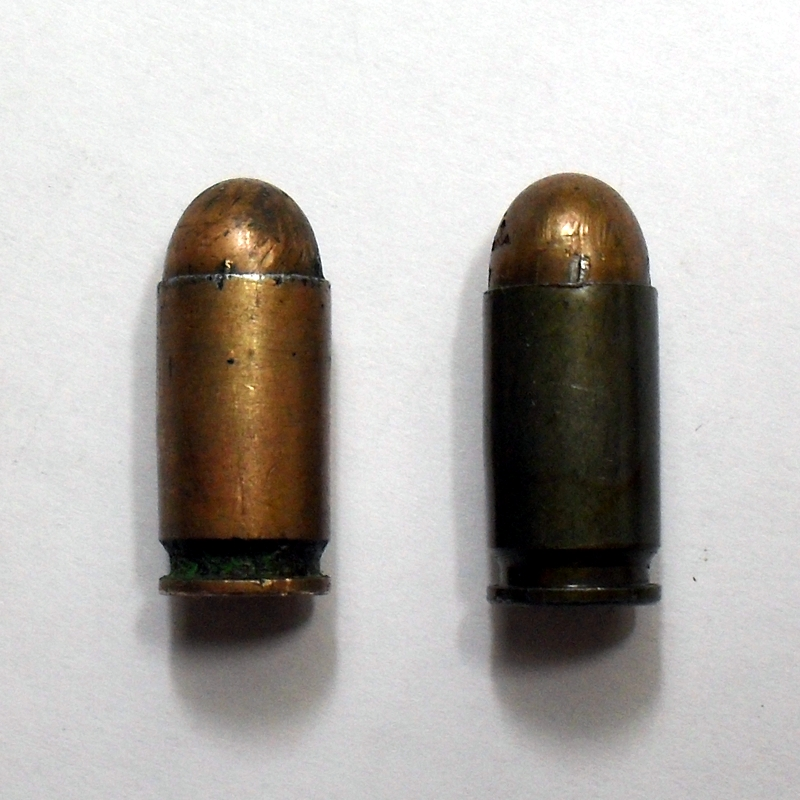
Патрони 9 × 18 мм ПМ: виробництва 1969 (з покритою мідним сплавом гільзою) і сучасний 2008 року випуску (зі сталевою лакованої гільзою).
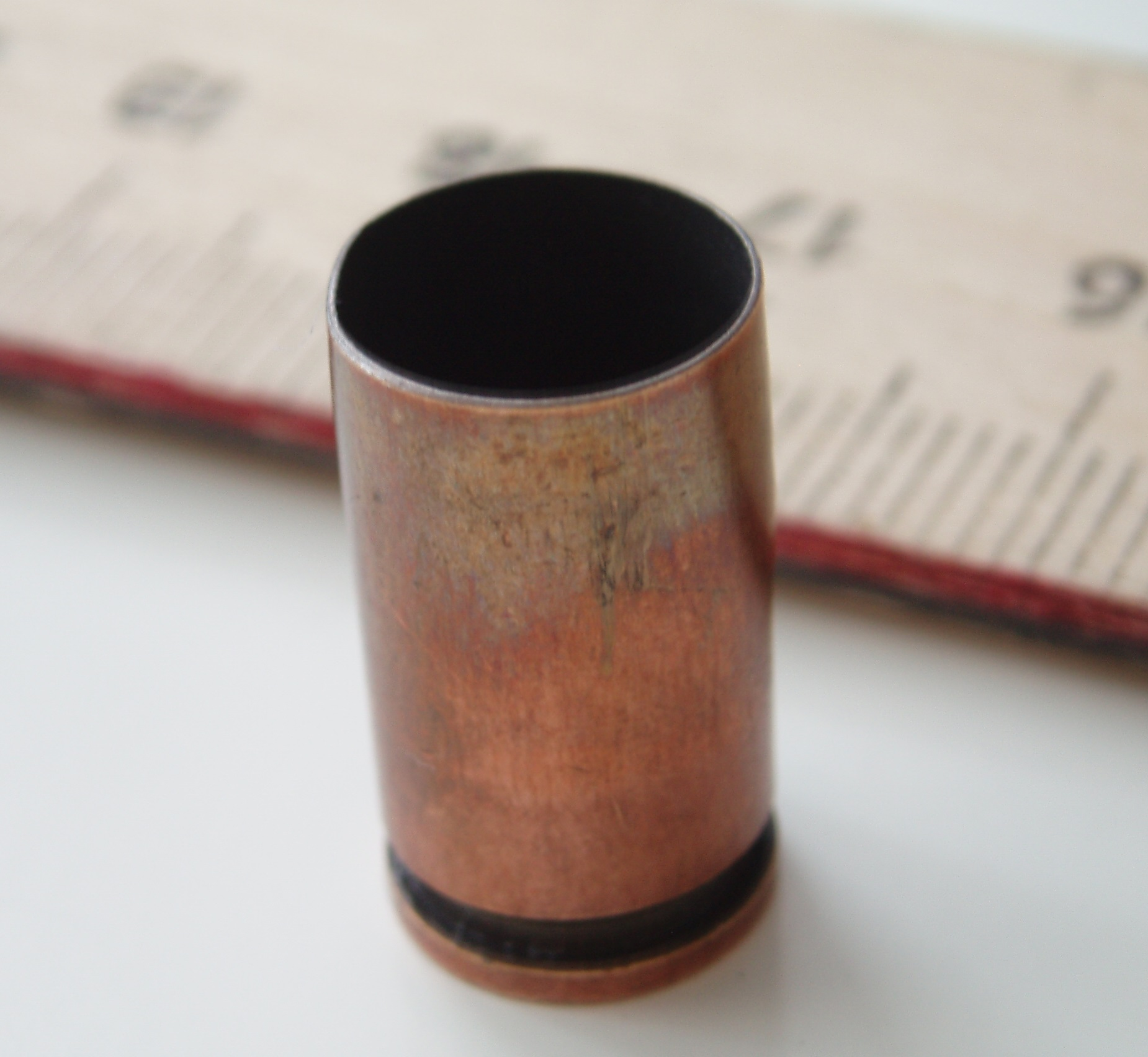
Гільза патрона 9 × 18 мм ПМ.

## Іноземні назви
- 9 mm Makarov (9 mm Mak)
- 9 × 18 mm Makarov
- 9 × 18 mm Soviet
- 9 × 18 mm PM
- 9 × 18 mm

## Зброя, що використовує набій
| - АЕК-919К - АПБ - Автоматичний пістолет Стечкіна (АПС) - Пістолет-кулемет «Борз» - ОЦ-02 - ОЦ-11 «Нікель» - ОЦ-27 - ОЦ-33 - ОЦ-35 | - П-96М - ПБ - ПМ (Пістолет Макарова) - ПММ - ПП-19 «Бізон» - ПП-90 - ПП-91 «Кедр» - ПП-93 - P-64 - P-83 | - PM-63 RAK - PM-84 - Shipka - ČZ vz.82 - ČZ 83 - Форт-12 - Форт-14 - Форт-17 - К2 (пістолет) |

## Див. Також
- 9×19 мм Парабелум
- .45 ACP
- 7,62×25 мм ТТ